# Petroperú
Petróleos del Perú S.A. (Petroperú) é uma companhia petrolífera estatal do Peru e direito privado dedicado ao transporte, refino, distribuição e comercialização de combustíveis e outros derivados de petróleo, que é propriedade do Estado peruano desde 1969.

## História
Em 9 de outubro de 1968, o governo de Juan Velasco Alvarado ordenou a apreensão das instalações do IPC na refinaria de Talara, que foi realizada pelas forças da Primeira Região Militar com sede em Piura, sob o comando do general Fermín Málaga. Esse fato teve grande impacto no país e ajudou o governo a se consolidar no poder. A data de 9 de outubro foi celebrada em todo o governo militar como o Dia da Dignidade Nacional.
A companhia foi estabelecida em 1969.